# 66 Armia (ZSRR)
66 Armia (ros. 66-я армия) – związek operacyjny Armii Czerwonej z okresu II wojny światowej.

## Historia
Armię utworzono 27 sierpnia 1942 r. na bazie 8 Armii Rezerwowej w odwodzie Naczelnego Dowództwa.
30 sierpnia 1942 r. armia została włączona w skład Frontu Stalingradzkiego, a następnie w dniu 30 września 1942 r.  w skład Frontu Dońskiego. W składzie tych frontów wzięła udział w bitwie Stalingradzkiej, początkowo prowadząc działania obronne na północ od Stalingradu. W okresie od września do października przeprowadziła szereg kontruderzeń mających na celu powstrzymanie natarcia wojsk niemieckich, które dotarły do Wołgi na północ od Stalingradu.
W czasie radzieckiej kontrofensywy pod Stalingradem początkowo walczyła w obronie, a 24 listopada 1942 roku rozpoczęła ofensywę mającą za zadanie okrążenie wojsk niemieckich w Stalingradzie. Po dotarciu do miejscowości Rynok nawiązała kontakt z oddziałami 62 Armii Frontu Stalingradzkiego, co oznaczało zamknięcie okrążenia wojsk niemieckich w Stalingradzie.
Następnie brała udział w blokowaniu okrążonych wojsk niemieckich w Stalingradzie. W styczniu 1943 roku wzięła udział w działaniach przeciwko okrążonym wojskom niemieckim, aż do ich kapitulacji.
Po kapitulacji wojsk niemieckich pozostała w Stalingradzie i 6 lutego weszła w skład grupy armijnej gen. por. Trubnikowa odwodu Naczelnego Dowództwa.
13 marca 1943 roku została włączona w skład Frontu Rezerwowego, a 15 kwietnia 1943 roku została podporządkowana Stepowemu Okręgowi Wojskowemu.
5 maja 1943 roku armia za zasługi w czasie bitwy stalingradzkiej została przemianowana w 5 Gwardyjską Armię.

## Dowódcy
- gen. por. Władimir Kurdiumow (5 – 15 sierpnia 1942)
- gen. por. Stiepan Kalinin (15 – 27 sierpnia 1942)
- gen. por. Rodion Malinowski (27 sierpnia – 14 października 1942)
- gen. mjr/gen. por. Aleksiej Żadow (14 października 1942 – 5 maja 1943)[1]

## Skład[2]
wrzesień 194249, 99, 120, 231, 299, 316 Dywizja Strzelecka, 10, 69, 148, 248 Brygada Pancerna
październik 194264, 84, 99, 120, 299 Dywizja Strzelecka, 7 Korpus Pancerny (3 Gwardyjska Brygada Pancerna, 62, 87 Brygada Pancerna, 7 Brygada Zmechanizowana) 10 Brygada Pancerna
listopad 194249, 62, 64, 84, 99, 116, 120, 212, 226, 231, 299, 343 Dywizja Strzelecka, 58 Brygada Pancerna
grudzień 194264, 99, 116, 226, 299, 343 Dywizja Strzelecka, 58 Brygada Pancerna
styczeń 194364, 99, 116, 226, 299, 343 Dywizja Strzelecka
luty 194284, 99, 116, 226, 273, 299, 343 Dywizja Strzelecka
marzec 194313 Gwardyjska Dywizja Strzelecka, 116, 226, 299, 343 Dywizja Strzelecka
kwiecień 194313 i 66 Gwardyjska Dywizja Strzelecka, 116, 226, 299, 343 Dywizja Strzelecka
maj 194313 i 66 Gwardyjska Dywizja Strzelecka, 116, 226, 299, 434 Dywizja Strzelecka, 10 Korpus Pancerny (178, 183, 186 Brygada Pancerna, 11 Brygada Zmechanizowana)